# Płocké vojvodství
Płocké vojvodství bylo v letech 1975–1998 vojvodství v Polsku, jedno z 49 tehdejších vojvodství. Sousedilo s Włocławeckým vojvodstvím, Koninským vojvodstvím, Lodžským vojvodstvím, Sieradzkým vojvodstvím, Ciechanówským vojvodstvím, Skierniewickým vojvodstvím a Varšavským vojvodstvím. V roce 1999 byla polovina vojvodství začleněna do Mazovského vojvodství a druhá polovina do Lodžského vojvodství.

## Obce
V letech 1975–1998 bylo v Płockém vojvodství celkem 38 obcí a 10 měst.

### Města
- Płock – 131 011
- Kutno – 50 592
- Gostynin – 20 435
- Sierpc – 19 857
- Łęczyca – 16 531
- Żychlin – 10 012
- Krośniewice – 4475
- Gąbin – 4305
- Drobin – 3138
- Wyszogród – 2907

## Představitelé
- Marek Wołyniak (1975 – 1980) (PZPR)
- Antoni Bielak (1980 – 1990) (PZPR)
- Jerzy Wawszczak (1990 – 1994) (KO „Solidarność”)
- Krzysztof Kołach (1994 – 1997) (PSL)
- Andrzej Drętkiewicz (1997 – 1998) (AWS)